# Cala Cantalares
La Cala Cantalares es una cala ubicada en el Cabo de la Huerta, en la ciudad española de Alicante. Se encuentra situada en una zona residencial y tranquila, y destaca por combinar roca y arena y ser de muy reducido tamaño. Recientemente modificada y renovada, respetando la cala, mas no así su ruta de acceso, por la cual era difícil acceder anteriormente. En lo alto de la cala se sitúa un reloj de sol al que popularmente se conoce como '"El barco"'. La zona goza de un pequeño, aunque variado, ecosistema tanto floral como marino, el cual se puede disfrutar realizando buceo o bien haciendo una ligera ruta por las inmediaciones.